# Vincenzo Morano
Vincenzo Morano (Monterosso Calabro, 22 gennaio 1822 – Napoli, 14 giugno 1890) è stato un editore italiano.
Compie i suoi studi letterari nel Liceo di Monteleone per poi trasferirsi ad Avellino nel 1842 per insegnare presso i Regio Collegio dove lo zio paterno, Domenico, sacerdote, era Vice-Rettore.
Nel 1844 seguì lo zio, promosso Rettore, a Cosenza e vi rimase fino al 1847 in qualità di professore presso il Regio Liceo, per poi trasferirsi a Napoli.
Uomo non comune, che alla gentilezza e bontà d'animo accoppia una mente perspicace ed una volontà indomabile, probabilmente perde il padre in età giovanile in quanto le notizie pervenute ne fanno da subito il punto di riferimento di tutta la famiglia. In particolare è lui che si impegna per l'educazione e la formazione dei fratelli in specie il più piccolo, Francesco, che egli stesso manda in Germania per perfezionare gli studi che ne fanno uno dei migliori oculisti del tempo.
Nel 1849, coi risparmi che aveva, fonda la casa editrice Morano.
Presto sente l'esigenza di aprire una grande libreria e così chiama a Napoli i fratelli Domenico e Antonio che diventeranno anche loro editori.
Dalle Onoranze funebri di Vincenzo Morano:
"Ed ora riposa in pace, o mio buon Vincenzo! Il tempo che a ragione vien salutato col titolo di galantuomo, ti farà piena ed ampia giustizia, e la tua cara e dolce immagine verrà fuori dal silenzio sepolcrale redimita di quella luce che ti mostrerà, qual eri veramente, buono, benefico, tetragono ai colpi della rea fortuna".
Prof. Cav. Giuseppe Vago